# Android 12
Android 12 je dvanáctým hlavním vydáním a 19. verzí mobilního operačního systému Android vyvinutého aliancí Open Handset Alliance vedenou společností Google. První vývojářská verze byla vydána 18. února 2021, k vydání stabilní verze pak došlo 4. října 2021.

## Historie
Android 12 byl oznámen na blogu 18. února 2021. Byla vydána verze pro vývojáře, beta verze byla vydána v květnu a obecná dostupnost byla plánována na srpen 2021.